# 小野寺順太

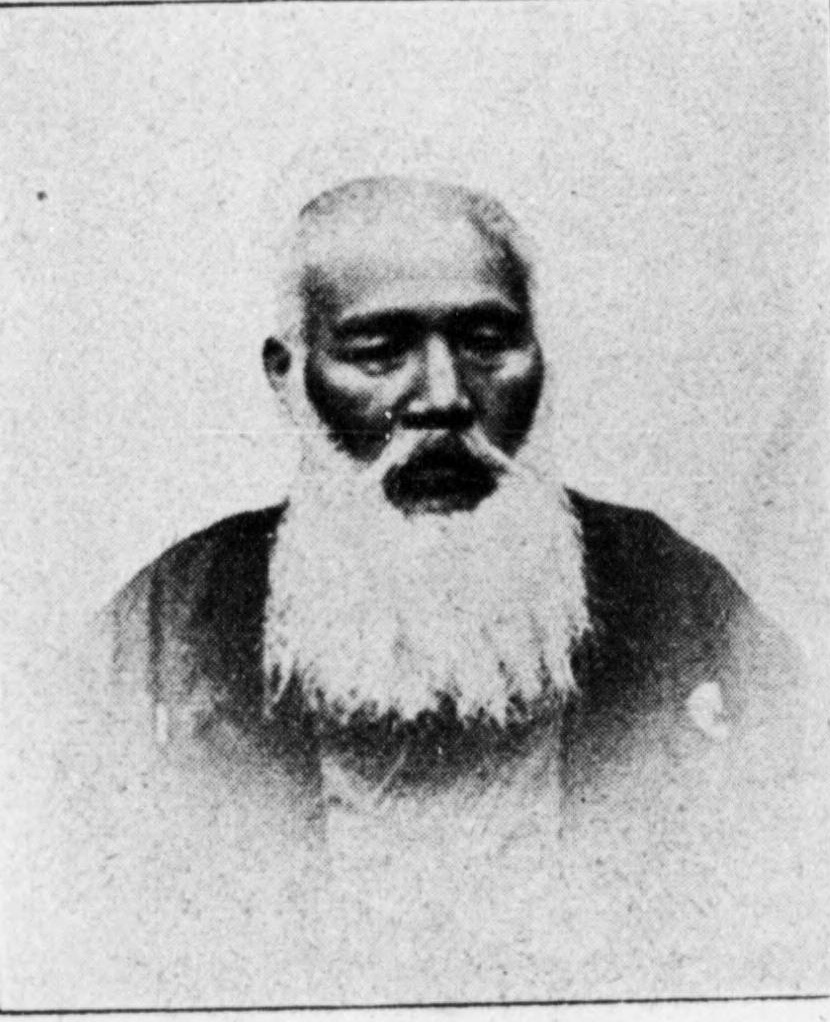
小野寺順太

小野寺 順太（おのでら じゅんた、1843年4月12日（天保14年3月13日） - 1910年（明治43年）7月22日）は、明治時代の政治家。衆議院議員（1期）。通称は友直。

## 経歴
大組頭小野寺惣三郎の長男として出羽鶴岡藩領飽海郡飛鳥村（山形県飽海郡南平田村、平田村、平田町を経て現酒田市）に生まれる。1868年（明治元年）家督を相続し肝煎、ついで戸長となり、1882年（明治15年）から1902年（明治35年）まで20年間に渡り山形県会議員を務めた。1902年（明治35年）8月の第7回衆議院議員総選挙では山形県郡部から憲政本党所属で出馬し当選。衆議院議員を1期務めた。
この間、区書記兼村長、学務委員、町村連合会議員、山形県参事会員、南平田村会議員、飽海郡会議員、同議長、郡教育会議員、地方森林会議員など多くの公職を歴任した。1890年（明治23年）には政治結社有恒会を組織し、大町堰土地改良区の創設に尽くした。墓所は飛鳥東光寺で、飛鳥神社境内に顕彰碑がある。